# Martín Manceñido
Martín Manceñido Fuertes (Valdefuentes del Páramo-La Bañeza-León, 1946) es cofundador de la  Federación Española de Donantes de Sangre, a la que le fue concedida la Orden del Mérito Civil (España) en 2016, durante su presidencia que finalizó en 2019.
Entre 1999 a 2002 presidió la Federación Internacional de Organizaciones de Donantes de Sangre, ostentando desde entonces el título vitalicio de Presidente de Honor de esa organización. 

## Biografía
En 1982 Martín Manceñido se incorpora al mundo de la donación altruista de sangre en la Hermandad de Donantes de Sangre de León como Secretario General. 
En 1983 promueve junto a José Antonio Lemonche, la Federación de Donantes de Sangre de Castilla y León de la que fue Secretario General y Presidente de 1986 a 1993. 
En el año 1988 participa en la fundación de la Federación Española de Donantes de Sangre de la que fue elegido Presidente por unanimidad de las Hermandades y Asociaciones de Donantes de España, habiendo sido reelegido sucesivamente hasta el año 2019.

En 1992 funda en León, junto con los presidentes nacionales de los donantes de sangre de Portugal, Italia y Francia, “Eurosang” Unión Europea de Donantes de Sangre con sede actual en Lisboa.
En 1995 crea la Fundación Nacional Fundaspe, cuyo Patronato preside. Esta Fundación (derecho) de ámbito estatal, con sede social en León, se dedica al fomento de la donación altruista de órganos para trasplantes, plasma, sangre y médula ósea, realizando también proyectos en materia de Cooperación internacional y Educación para la Salud.
En 1996, durante el XVI Congreso Mundial de Donantes de Sangre celebrado en Italia, a propuesta simultánea de países de la Unión Europea, Magreb e Iberoamérica fue elegido por unanimidad Presidente de la Organización Mundial, Federación Internacional de Organizaciones de Donantes de Sangre, cargo que ocupó durante dos mandatos. En este mismo ámbito, en los años 2002 y 2003 participa activamente con el comité técnico del Parlamento Europeo, dirigido por Giuseppe Nisticò, en la elaboración de la nueva Directiva europea sobre Donación de sangre y Seguridad Transfusional. Actualmente asesora a varios gobiernos de Iberoamérica en esta materia, y es miembro de la Comisión Nacional de Hemoterapia del Ministerio de Sanidad, Servicios Sociales e Igualdad.

## Reconocimientos
- El 3 de julio de 2005, en Paris, durante el XVIII Congreso Mundial de Donantes de Sangre es nombrado Presidente de Honor de la Organización Mundial de Donantes de Sangre y representante vitalicio de España en su Comité Ejecutivo.

- En 1996 el Gobierno de Francia le impone la distinción al Mérito Internacional a la Donación de Sangre.

- Ha recibido reconocimientos oficiales en treinta ciudades españolas y en el ámbito internacional, además de Francia, en los siguientes países: Israel, Polonia, Alemania, Indonesia, Grecia, Bélgica, Países Bajos, Brasil, Portugal, Túnez, Canadá, Senegal, Mónaco, República Dominicana e Italia.

- En 2002 el Ayuntamiento de León le concede la Medalla de Oro de la Ciudad de León ].

- 2010 - recibe en Granada la “Gran Cruz de Caballero de Santiago”.[1][2]

- 2012 - el rey Juan Carlos I de España concede a la Federación Española de Donantes de Sangre, bajo la presidencia de Martín Manceñido, la Orden del Mérito Civil (España) a propuesta del Ministerio de Asuntos Exteriores y de Cooperación.

- 2013 - recibe de La Asociación Duque de Ahumada de la Guardia Civil la distinción de Mérito a los Valores Cívicos.[3][4]

- 2014 - recibe en Madrid, de la Asociación Víctimas del Terrorismo- AVT- el Premio “Verdad, Memoria, Dignidad y Justicia”.[5]

- 2016 - la Dirección General de la Guardia Civil le concede la Orden del Mérito de la Guardia Civil.[6]

- 2016 - el rey Felipe VI de España le concede, a título personal, la Encomienda de la Orden del Mérito Civil (España)[7]

- Desde 2002 en el municipio Leonés de Valdefuentes del Paramo se encuentra una plaza que lleva su nombre.[8]